# Diwata-2
Diwata 2, auch Diwata-2B, Philippines-OSCAR 101 oder PO-101, ist ein philippinischer Erdbeobachtungs- und Amateurfunksatellit. Diwata 2 ist der zweite Mikrosatellit, welcher von Wissenschaftlern und Ingenieuren im Rahmen des PHL-Microsat-Programms (Philippine Scientific Earth Observation Microsatellite, PHL-Microsat) des philippinischen Ministeriums für Wissenschaft und Technik (DOST) entwickelt und konstruiert wurde. An der Entwicklung waren die Universität der Philippinen, die Universität Hokkaidō und die Universität Tōhoku beteiligt.

## Missionsziele
Diwata-2 trägt optische Instrumente, um folgende Ziele erreichen:
- Ermittlung des Schadensausmaßes bei Katastrophen
- Überwachung von Natur- und Kulturerbestätten
- Überwachung der Vegetationsänderungen
- Wolkenmuster und Wetterstörungen beobachten

Neben den optischen Nutzlasten trägt Diwata-2 auch eine Amateurfunknutzlast. Sie soll das Interesse an Amateurfunk- und Satellitentechnologie im Land fördern. Weiterhin ist beabsichtigt, bei Katastrophen und Notfällen ein alternatives Kommunikationsmittel bereitzustellen (Notfunk).

## Nutzlasten
Zur Erfüllung seiner Missionsziele trägt Diwata-2 folgende Nutzlasten:
- Präzisionsteleskop
- Multispektralkamera mit abstimmbarem Flüssigkristallfilter (LCTF)
- Weitfeldkamera
- Mittelfeldkamera
- Kamera mit erhöhter Bildauflösung
- Amateurfunknutzlast

## Missionsverlauf
Der Satellit wurde am 29. Oktober 2018 mit einer H-2A vom japanischen Tanegashima Space Center gemeinsam mit GOSAT 2 und vier weiteren Satelliten gestartet. Am 12. April 2019 wurde durch die AMSAT Nordamerika die OSCAR-Nummer 101 verliehen.

## Frequenzen
Die der Erdbeobachtung dienenden Nutzlasten verwenden Downlinkfrequenzen im S- und im X-Band.
Folgende Amateurfunk-Frequenzen für den Satelliten mit dem Rufzeichen D1W2PH wurden von der International Amateur Radio Union koordiniert:
- 437,500 MHz – Uplink FM CTCSS 141,3 Hz, APRS Digipeater
- 145,900 MHz – Downlink FM APRS Digipeater
- 145,900 MHz – CW Bake